# 熊本県立熊本支援学校
熊本県立熊本支援学校（くまもとけんりつ くまもとしえんがっこう）は、熊本県熊本市中央区出水五丁目にある公立特別支援学校。知的障害者を教育対象としている。

## 学部
- 小学部
- 中学部
- 第I学部
- 第II学部
- 小学部訪問
- 高等部一般
- 高等部重複
- 高等部訪問
- 高等部江津湖学級

## 沿革
- 1973年（昭和48年）10月1日 - 学校設置。
- 1974年（昭和49年）4月1日 - 旧熊本農業高等学校跡で開校。
- 1975年（昭和50年）3月27日 - 現在地に移転。
- 1982年（昭和57年）4月1日 - 高等部設置。
- 2007年（平成19年）4月1日 - 高等部重複学級に江津湖学級を設置。
- 2012年（平成24年）4月1日 - 熊本県立熊本支援学校に校名変更。

## 周辺施設
- 熊本市立出水南小学校
- 熊本市立出水中学校
- 熊本県立湧心館高等学校
- ゆめタウンはません